# Grafenkönige
Als Grafenkönige bezeichnet der Historiker Bernd Schneidmüller die im Heiligen Römischen Reich zwischen dem Interregnum und der endgültigen Übernahme der Königswürde durch die Dynastie der Habsburger 1438 herrschenden Könige. Es waren dies:
- Rudolf I. von Habsburg, König (1273–1291)
- Adolf von Nassau, König (1292–1298)
- Albrecht I. von Habsburg, König (1298–1308)
- Heinrich VII. von Luxemburg, König ab 1308, Kaiser (1312–1313)
- Ludwig IV. der Baier, König ab 1314, Kaiser (1328–1347), Wittelsbacher
- Karl IV. von Luxemburg, König ab 1346 (erneute Wahl 1347), Kaiser (1355–1378)
- Wenzel von Luxemburg, König (1378–1400)
- Ruprecht von der Pfalz, König (1401–1410), Wittelsbacher
- Jobst von Mähren, König (1410–1411), Luxemburger
- Sigismund von Luxemburg, König ab 1410, Kaiser (1433–1437)

Diese Kategorisierung ist allerdings in der Geschichtswissenschaft nicht allgemein anerkannt. Tatsächlich waren lediglich Rudolf I., Adolf von Nassau und Heinrich VII. Reichsgrafen, alle anderen Könige dieser Zeit Herzöge oder (böhmische) Könige und Kurfürsten.